# ترچنویه
ترچنویه (به لاتین: Terechnoye) یک منطقهٔ مسکونی در روسیه است که در داغستان واقع شده‌است.